# Vlieland
Vlieland  è un'isola del mare del Nord nel gruppo delle isole Frisone Occidentali ed una municipalità dei Paesi Bassi di 1 157 abitanti situata nella provincia della Frisia.

## Vlieland nella cultura di massa

### Cinema e televisione
- Sull'isola di Vlieland è ambientata la serie televisiva, con protagonista Monique van de Ven, Dokter Deen (2012-...)[1]